# Hydrothérapie fantastique
Hydrothérapie fantastique va ser un curtmetratge mut de comèdia francès del 1910 dirigit per Georges Méliès. La pel·lícula va ser estrenada per la Star Film Company de Méliès i està numerada 1476–1485 als seus catàlegs.
Méliès apareix a la pel·lícula com a hidroterapeuta. L'evidència fotogràfica suggereix que la pel·lícula era una nova versió d'una pel·lícula de Méliès no identificada de l'any 1900, de la qual sobreviuen dos fotogrames a la Cinémathèque Française. La banyera l'atrezzo va ser reutilitzat de la pel·lícula de 1907 de Méliès La Douche d'eau bouillante; els efectes especials de la pel·lícula es van treballar amb escamoteigs, maquinària escènica i pirotècnia.